# Grevillea maccutcheonii
Grevillea maccutcheonii es una especie de arbusto  del gran género  Grevillea perteneciente a la familia  Proteaceae. Es originaria del sudoeste de Australia Occidental, donde solo 7 plantas adultas permanecen en su hábitat silvestre.

## Descripción
Alcanza un tamaño de hasta 2 metros de altura y de ancho. Las hojas se juntan en el tallo con 3 lóbulos redondeados, cada uno con  una espina dorsal en la punta. Las flores, que tienen un perianto de color rojizo verde y un estilo de color rojo, aparecen principalmente entre julio y noviembre en el rango de su hábitat nativo, pero puede aparecer de forma esporádica durante todo el año.

## Taxonomía
Grevillea maccutcheonii fue descrita por Keighery & Cranfield y publicado en Nuytsia 11(1) 1996
Etimología
Grevillea, el nombre del género fue nombrado en honor de Charles Francis Greville, cofundador de la Royal Horticultural Society.
maccutcheonii: epíteto
En Flora of Australia (1999), la especie estaba posicionada en el género Grevillea con el siguiente árbol jerárquico:
Grevillea (género)
Thelemanniana Grupo
Grevillea thelemanniana
Grevillea hirtella
Grevillea fililoba
Grevillea humifusa
Grevillea delta
Grevillea obtusifolia
Grevillea exposita
Grevillea evanescens
Grevillea pinaster
Grevillea preissii
Grevillea ripicola
Grevillea acropogon
Grevillea maccutcheonii
Grevillea stenomera
Grevillea variifolia
Grevillea olivacea